# Diplotoxa glabricollis
Diplotoxa glabricollis är en tvåvingeart som först beskrevs av Thomson 1869.  Diplotoxa glabricollis ingår i släktet Diplotoxa och familjen fritflugor. Inga underarter finns listade i Catalogue of Life.